# Khadga Prasad Oli

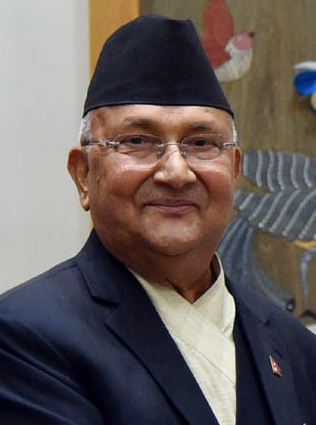
Khadga Prasad Sharma Oli (2018)

Khadga Prasad Sharma Oli, auch K. P. Oli (Nepali खड्गप्रसाद शर्मा ओली; * 22. Februar 1952) ist ein nepalesischer Politiker. Seit dem 15. Juli 2024 ist er Premierminister von Nepal, das Amt, welches er schon vom 5. Februar 2018 bis zum 13. Juli 2021 innehatte.

## Leben
Im Februar 1970 wurde Oli Mitglied der Kommunistischen Partei Nepals. 1973 bis 1987 saß er aufgrund seiner politischen Aktivitäten im Gefängnis.
Oli war von 1994 bis 1995 Innenminister im Kabinett Adhikari. 2006 war er Außenminister der nepalesischen Interimsregierung. Oli wurde 2014 zum Vorsitzenden der Kommunistischen Partei Nepals (Vereinigte Marxisten-Leninisten) (CPN-UML) gewählt. Oli gewann 2014 gegen seinen innerparteilichen Kontrahenten Jhala Nath Khanal mit 98 zu 75 Stimmen. Seine Heimatstadt ist Jhapa, Nepal. Er vertrat sie in der Verfassunggebenden Versammlung 2013 als CPN-UML Kandidat.
Aus den Wahlen zur zweiten verfassungsgebenden Versammlung am 19. November 2013 gingen der Nepali Congress und die CPN-UML als deutlicher Sieger hervor. Vom 11. Oktober 2015 bis 4. August 2016 war Khadga Prasad Sharma Oli Premierminister von Nepal. Seit 15. Februar 2018 hat er erneut dieses Amt inne.
Anfang Januar 2021 protestierten zehntausende Menschen in Nepal gegen Oli und forderten seinen Rücktritt. Auf seine Empfehlung hin hatte Präsidentin Bidhya Devi Bhandari das Parlament kurz vor Weihnachten aufgelöst und die erst für 2022 angesetzten Parlamentswahlen auf April 2021 vorgezogen. Oli wurde außerdem Korruption vorgeworfen und für unzureichende Maßnahmen bei der COVID-19-Pandemie kritisiert, bei der es in Nepal mehr als 260.000 Infizierte und 1850 Tote gab (Stand 8. Januar 2021).